# Abraham de Bruyn

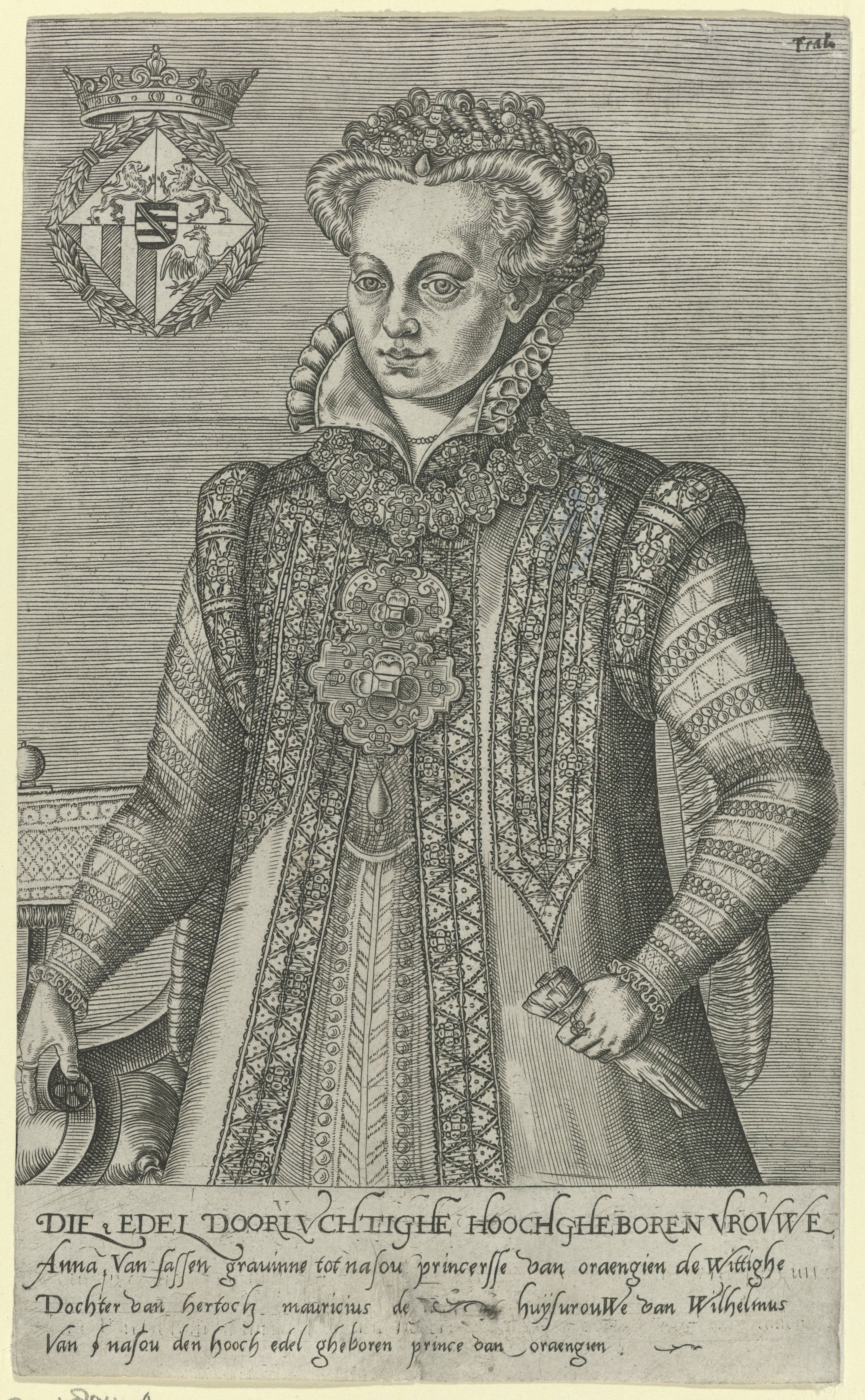
Anna von Sachsen (um 1566). Kupferstich von de Bruyn

Abraham de Bruyn (* 1538 in Antwerpen; † 1587 in Köln) war ein flämischer Maler und Kupferstecher.
Er war der Vater von Nicolaus de Bruyn, der ebenfalls als Kupferstecher bekannt wurde.

## Leben

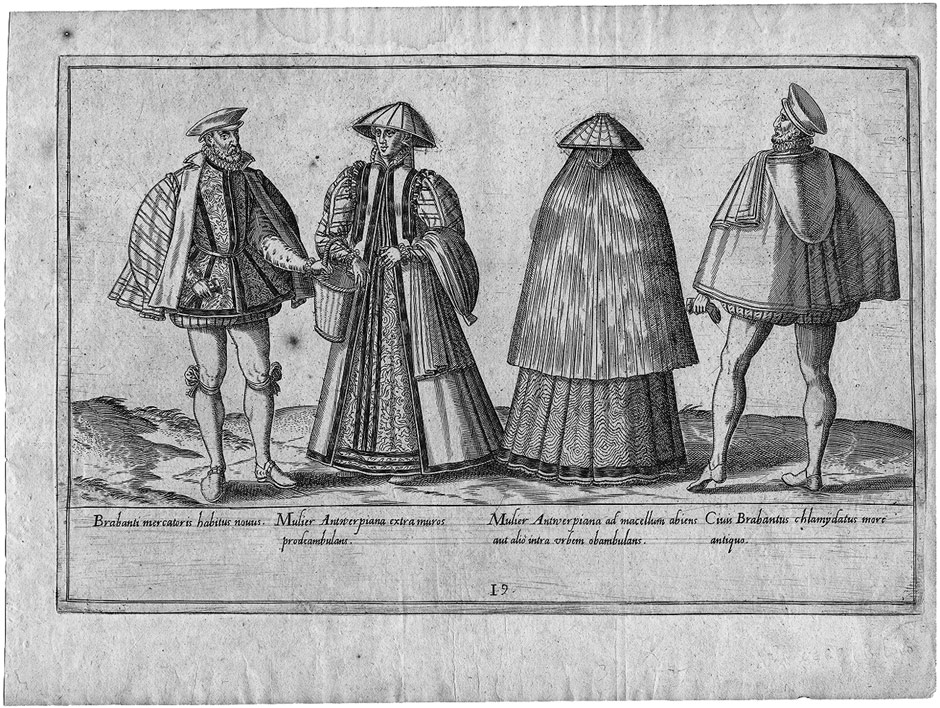
Kupferstich Brabanter und Antwerpener Trachten von de Bruyn, 1577.

De Bruyn siedelte ab 1577 nach Köln über, ist aber über dieses Datum hinaus auch noch in Antwerpen tätig gewesen. Seine Arbeiten im Stil des Renaissance stehen in der Tradition der Wierix-Schule.
De Bruyns bekanntestes Werk ist ein Kostümbuch mit dem Titel „Imperii ac sacerdotii ornatus, diversarum item gentium peculiaris vestitus“, das 1578 in Köln im Auftrag des Kölner Erzbischofs Gebhard Truchsess von Waldburg entstand.
Er signierte seine Werke häufig mit dem Kürzel A de B fe.